# تاريخ الحزب الشيوعي السوفييتي
يُنظر إلى تاريخ الحزب الشيوعي السوفييتي بشكل عام على أنه يغطي تاريخ الفصيل البلشفي الذي تطور عن حزب العمال الاشتراكي الديمقراطي الروسي. عادة ما يحدد عام 1912 بأنه الفترة التي تشكل فيها الحزب الشيوعي السوفييتي بصفته حزبًا مستقلًا، ويمكن تقسيم تاريخه بشكل تقريبي منذ تلك الفترة إلى الفترات التالية:
- السنوات الأولى للحزب البلشفي في العمل السري والمنفى
- فترة ثورة أكتوبر لعام 1917
- توطيد الحزب أركانه بصفته قوة حاكمة للاتحاد السوفييتي
- التطهير الكبير الذي شهدته الثلاثينيات من القرن العشرين
- عهدي خروتشيف وغورباتشيف (1953 – 1982)
- عهد إصلاح غورباتشيف (1985-1991) الذي أفضى في نهاية المطاف إلى تفكك الحزب في عام 1991. إلا أن تاريخ الأفرع الإقليمية والجمهورية من الحزب يختلف عن تاريخ حزب عموم روسيا والنقابات في عدة نقاط.

## التسمية الاصطلاحية
مع خط نسب الحزب وورثته المزعومين، استخدم الحزب عدة أسماء متعاقبة:
- 1898-1912: حزب العمال الاشتراكي الديمقراطي الروسي
- 1912-1918: حزب العمال الاشتراكي الديمقراطي الروسي (البلاشفة)
- 1918-1925: الحزب الشيوعي الروسي (البلاشفة)
- 1925-1952: الحزب الشيوعي لعموم النقابات
- 1952-1991: الحزب الشيوعي السوفييتي
- 1991-: عدة تسميات من بينها الحزب الشيوعي لروسيا الاتحادية

## تشكل حزب العمال الاشتراكي الديمقراطي الروسي (البلاشفة)
في شهر يناير من عام 1912، عقد الفصيل البلشفي من حزب العمال الاشتراكي الديمقراطي الروسي المؤتمر السادس لحزب عموم روسيا في براغ، في غياب خصومهم المناشفة. ومُثل في المؤتمر ما يزيد عن 20 منظمة حزبية. ولذلك كان المؤتمر يتمتع بأهمية مؤتمر نظامي للحزب بالنسبة للبلاشفة.
اشتمل بيان المؤتمر الذي أعلن عن إعادة تشكيل الجهاز المحطم للحزب وعن بنية جديدة للجنة المركزية على الإعلان التالي: «لم تبق لافتة حزب العمال الاشتراكي الديمقراطي الروسي وبرنامجه وتقاليده الثورية فحسب، بل أيضًا بقيت منظمته التي ربما تمكن القمع من تقويضها وإضعافها، إلا أنه لم يتمكن قط من تدميرها بالكامل». علاوة على ذلك، أعلن المؤتمر طرد المناشفة من الحزب. وبذلك انشق حزب العمال الاشتراكي الديمقراطي الروسي من الناحية العملية، وأسس البلاشفة والمناشفة حزبين سياسيين مستقلين (وسيتابع كلا الفصيلين استخدام اسم «حزب العمال الاشتراكي الديمقراطي الروسي». أضاف الحزب البلشفي كلمة «البلاشفة» إلى اسمهم لتمييز أنفسهم عن المناشفة).
في قراره حول التقارير التي قدمتها المنظمات المحلية، أشار المؤتمر إلى أن «عملًا مفعمًا بالطاقة يبذل في كل مكان بين العمال الاشتراكيين الديمقراطيين بهدف تقوية المنظمات والجماعات الاشتراكية الديمقراطية المحلية غير القانونية». أشار المؤتمر إلى أن القاعدة الأهم في التكتيكات البلشفية في فترات الانحسار – بهدف دمج العمل غير القانوني مع العمل القانوني ضمن نقابات وتجمعات العمال المختلفة والقائمة بشكل قانوني- كانت تراعى في كافة المناطق.
انتخب مؤتمر براغ لجنة مركزية بلشفية للحزب، كانت تتألف من:
- فلاديمير لينين
- جوزيف ستالين
- سيرغي أوردجونيكيدزه
- ياكوف سفيردلوف
- سورين سبانداريان
- فيليب غولوشيوكين
- آخرون

انتُخب ستالين وسفيردلوف للجنة المركزية على الرغم من عدم حضورهمh للمؤتمر، نظرًا إلى أنهما كانا منفيين في تلك الفترة. وكان ميخائيل كالينين من بين الأعضاء البدلاء الذي انتخبوا للجنة المركزية.
وفي ما يتعلق بتوجيه العمل الثوري في روسيا، أُسس مركز عملي (المركز الروسي للجنة المركزية) ترأسه ستالين وضم ياكوف سفيردلوف وسبانداريان وسيرغي أوردجونيكيدزه وميخائيل كالينين وغولوشيوكين.

ذكر لينين في رسالة وجهها إلى مكسيم غوركي بداية العام 1912 حول نتائج مؤتمر براغ: 
على الأقل نجحنا، رغمًا عن حثالة مأموري التصفية، في استعادة الحزب ولجنته المركزية. آمل أنك ستبتهج معنا بهذه الواقعة.
وفي حديثه عن أهمية مؤتمر براغ، قال ستالين: 
كان للمؤتمر أهمية قصوى في تاريخ حزبنا، فقد رسم خط فاصلًا بين البلاشفة والمناشفة ودمج المنظمات البلشفية في كافة أنحاء البلاد ضمن حزب بلشفي موحد. 
في صيف عام 1912، انتقل لينين من باريس إلى غاليسيا بهدف أن يكون أكثر قربًا من روسيا، وهناك ترأس مؤتمرين لأعضاء اللجنة المركزية وعمال بارزين في الحزب، عقد أحد هذين المؤتمرين في كراكوف نهاية العام 1912، وعقد الآخر في بورونينو، وهي بلدة صغيرة بالقرب من كراكوف، في خريف العام 1913. تبنّى هذان المؤتمران قرارات حول مسائل متعلقة بحركة الطبقة العاملة من بينها صعود الحركة الثورية ومهام الحزب المتعلقة بالإضرابات وتقوية المنظمات غير القانونية والتجمع الاشتراكي الديمقراطي في مجلس الدوما وصحافة الحزب وحملة التأمين العمالي.

## ظهور برافدا
كانت الصحيفة البلشفية اليومية برافدا (الحقيقة)، التي كانت تُوزع في سان بترسبيرغ، أداة هامة استخدمها الحزب البلشفي لتقوية منظماته ولنشر وتوزيع نفوذه بين الجماهير. تأسست الصحيفة، وفقًا لتعليمات لينين، بمبادرة من ستالين وأولمينسكي وبولياتييف. كان الهدف من برافدا أن تكون الصحيفة الرسمية للطبقة العاملة، وكانت قد تأسست بصورة متزامنة مع صعود جديد للحركة الثورية. ظهر العدد الأول من البرافدا في 5 من شهر مايو (22 من شهر أبريل حسب التقويم القديم) من عام 1912.
قبل ظهور البرافدا، كان لدى البلاشفة مسبقًا صحيفة أسبوعية باسم زفيزدا، كانت موجهة بصورة رئيسية إلى العمال التقدميين. لعبت زفيزدا دورًا هامًا في فترة أحداث لينا. وطبعت عددًا من المقالات السياسية التي ألفها لينين وستالين. إلا أن الحزب شعر بأنه لم يعد بوسع صحيفة أسبوعية أن تلبي متطلبات الحزب البلشفي نظرًا إلى الانتفاضة الثورية. وفقًا لتحليلات قيادة الحزب، كان ثمة حاجة إلى صحيفة سياسية جماهيرية يومية توجه إلى القطاعات الأكبر من العمال. وهكذا أُسست البرافدا.
قمعت الحكومة القيصرية البرافدا ثماني مرات في غضون عامين ونصف، ولكل في كل مرة كانت تعاود الظهور، مع الدعم الذي نالته من العمال، تحت مسمى جديد ولكنه كان شبيهًا بالتسميات السابقة، مثلًا زا برافدو (من أجل الحقيقة) وبوت برافدي (طريق الحقيقة) ترودوفايا برافدا (حقيقة العمال) وأسماء أخرى مشابهة.
في حين أن التوزيع الوسطي للبرافدا كان 40 ألف نسخة يوميًا، لم يتجاوز توزيع صحيفة لوتش (الشعاع)، الصحيفة اليومية للمناشفة، 15 ألف أو 16 ألف نسخة.
في موسكو، أطلق الحزب صحيفة ناش بوت في شهر ديسمبر من عام 1913 كصحيفة للعمال. وحُظرت الصحيفة بعد إصدار أعداد قليلة منها.

## العمل في الدوما
كان التجمع البلشفي في مجلس دوما الرابع في الإمبراطورية الروسية أداة مركزية أخرى فاعلة بشكل بصورة قانونية. في عام 1912 أصدرت الحكومة مرسوم الانتخابات التشريعية الروسية لعام 1912. قرر حزب العمال الاشتراكي الديمقراطي الروسي (البلاشفة) المشاركة في الانتخابات. وكان الحزب يعمل بصورة مستقلة، تحت شعاراته، في انتخابات الدوما وهاجم كلًا من الأحزاب الحكومية والبرجوازية الليبرالية (الديمقراطيين الدستوريين). كانت شعارات البلاشفة في الحملة الانتخابية جمهورية ديمقراطية ويوم عمل من 8 ساعات ومصادرة الملكيات العقارية.
عقدت انتخابات مجلس الدوما الرابع في خريف عام 1912. في بداية أكتوبر حاولت الحكومة، مع عدم رضاها عن مجرى الانتخابات في سان بترسبيرغ، أن تستولي على الحقوق الانتخابية للعمال في عدد من المصانع الكبيرة. وردًا على ذلك، دعت لجنة حزب العمال الاشتراكي الديمقراطي الروسي (البلاشفة)، بناءً على طلب ستالين، عمال المصانع الكبيرة إلى إعلان إضراب ليوم واحد.
مع إيجادها نفسها في موقع معقد، أُرغمت الحكومة على الرضوخ، وتمكن العمال في اجتماعاتهم من انتخاب من كانوا يريدون. صوتت الأغلبية الساحقة من العمال لمصلحة «تفويض عمال سان بترسبيرغ كنواب عماليين لهم» ضمن وفود النواب، التي وضعت من قبل ستالين. أعلن التفويض أن الفعل المستقبلي للشعب يجب أن يتخذ صيغة صراع على جبهتين، ضد الحكومة القيصرية وضد البرجوازية الليبرالية. في نهاية المطاف، انتُخب مرشح حزب العمال الاشتراكي الديمقراطي الروسي (البلاشفة) باداييف لمجلس الدوما من قبل عمال سان بترسبيرغ.
صوت العمال في انتخابات الدوما بصورة مستقلة عن القطاعات الأخرى من الشعب (عُرف ذلك ببلاط الشعب). من بين النواب ال 9 الذين انتخبوا من قبل بلاط العمال، كان هناك 6 أعضاء من حزب العمال الاشتراكي الديمقراطي الروسي (البلاشفة): باداييف وبيتروفسكي ومورانوف وسامويلوف وشاغوف ومالينوفسكي (اتضح لاحقًا أن هذا الأخير كان عميلًا محرضًا). انتخب النواب البلاشفة من قبل المراكز الصناعية الكبرى، التي كان يتركز فيها ما لا يقل عن 4\5 الطبقة العاملة. بعد الانتخابات، شكل حزب العمال الاشتراكي الديمقراطي الروسي (البلاشفة) تجمعًا ديمقراطيًا اشتراكيًا في مجلس الدوما إلى جانب المناشفة (الذين كانوا يمتلكون 7 مقاعد). في شهر أكتوبر من عام 1913، بعد سلسلة من الجدالات مع المناشفة، انسحب حزب العمال الاشتراكي الديمقراطي الروسي (البلاشفة) في مجلس الدوما، بناءً على تعليمات اللجنة المركزية للحزب، من التجمع الديمقراطي الاشتراكي المشترك وشكلوا تجمعًا بلشفيًا مستقلًا في الدوما.
في مجلس الدوما، قدم البلاشفة مشروع قانون ليوم عمل من 8 ساعات. رفض المشروع من خلال تصويت، إلا أنه تمتع بقيمة تحريضية كبيرة عند البلاشفة.

## اندلاع الحرب العالمية الأولى
في شهر يوليو من عام 1914 أعلنت الحكومة القيصرية التعبئة العامة. ودخلت روسيا الحرب إلى جانب الإمبراطورية الألمانية. كان ذلك بداية الحرب العالمية الأولى.
ندد حزب العمال الديمقراطي الاشتراكي الروسي (البلاشفة) بالحرب على أنها حرب إمبريالية. إضافة إلى ذلك، ندد الحزب بالأحزاب الديمقراطية الاشتراكية الأوروبية التي دعمت جهود الحرب التي بذلتها دول تلك الأحزاب ووصفتها بأنها أحزاب «شوفينية اشتراكية». بدأ لينين منذ لحظة اندلاع الحرب بحشد القوات لإنشاء أممية جديدة، الأممية الثالثة. في بيان مناهض للحرب أصدرته اللجنة المركزية للحزب البلشفي في شهر نوفمبر من عام 1914، دعت اللجنة مسبقًا إلى تشكيل أممية ثالثة تحل محل الأممية الثانية.